# Octopus penicillifer
Octopus penicillifer är en bläckfiskart som beskrevs av Berry 1954. Octopus penicillifer ingår i släktet Octopus och familjen Octopodidae. Inga underarter finns listade i Catalogue of Life.